# Derarimus kurbatovi
Derarimus kurbatovi là một loài bọ cánh cứng trong họ Anthicidae. Loài này được Telnov miêu tả khoa học năm 1998.